# 野菊
野菊（學名：Chrysanthemum indicum），又稱作油菊、疟疾草（江苏）、苦薏、路边黄、山菊花（福建）、黄菊仔（广西）、菊花脑（南京）、路边菊（广东），是菊花的一種，亦是菊屬的模式種。野菊花的茎和叶在南京被用作夏日蔬菜所食用。
在不同生态情况下具有多型性，与甘菊在同一分布区可杂交。

## 外部連結
- 野菊, Yeju （页面存档备份，存于） 藥用植物圖像數據庫 (香港浸會大學中醫藥學院) （中文）（英文）
- 野菊花 中藥材圖像數據庫  (香港浸會大學中醫藥學院) （中文）（英文）